# Последовательное развитие
Поступательное движение (исп. Avanzada Progresista) — античавистская прогрессивная политическая партия в Венесуэле, основанная бывшими членами партии «За социальную демократию» (ПОДЕМОС), Отечества для всех и Единой Социалистической партии Венесуэлы в июне 2012 года. Нынешний генеральный секретарь партии — Хуан Хосе Молина.